# Tháp Thánh Urbanô

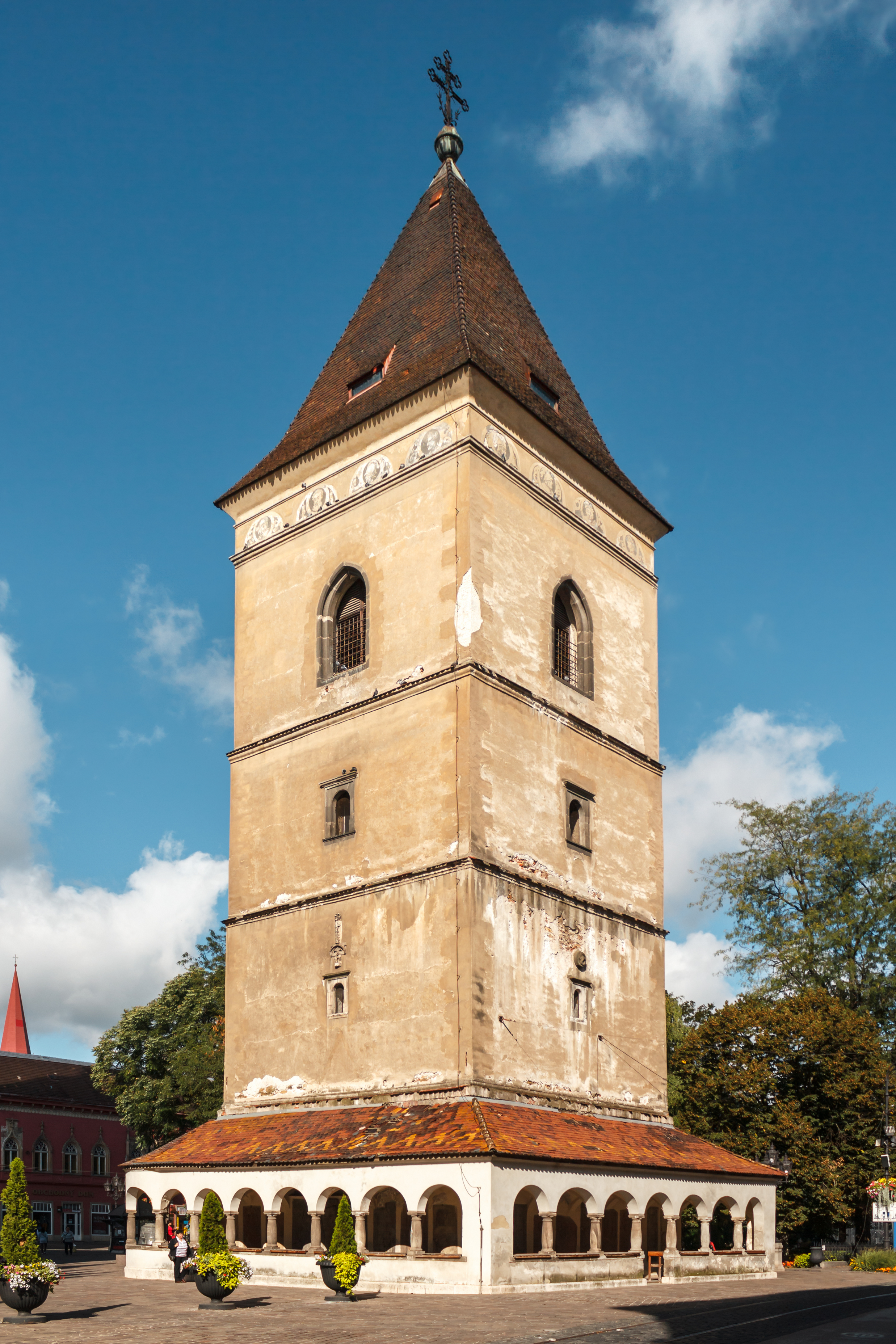
Tháp đô thị ở Košice, Slovakia

Tháp Thánh Urbanô (tiếng Slovak: Urbanova veža) ở Košice, Slovakia là một tháp chuông thời phục hưng có hình lăng trụ với mái nhà hình chóp dựng lên vào thế kỷ 16.
Vào năm 1557, dưới bàn tay của Franciscus Illenfeld tại Olomouc, Chuông nhà thờ được đúc và có trọng lượng 7 tấn. Chiếc chuông lắp đặt trong tháp dành riêng cho Giáo hoàng Urbanô I, người bảo trợ của nông dân trồng nho.
Năm 1775, mái nhà hình chóp theo phong cách Baroque cùng với cây thánh giá sắt kép được xây dựng. Bên ngoài các bức tường của toà tháp có 36 bia mộ cũ niên đại từ thế kỷ 14 và 15, một trong 36 bia mộ là của Đế quốc La Mã có niên đại từ thế kỷ 4.
Năm 1966, một trận hoả hoạn phá huỷ chuông Thánh Urbanô và làm toàn tháp hư hỏng nghiêm trọng. Mãi đến năm 1971, công cuộc tái xây dựng và mở của toà tháp mới bắt đầu. Trong quá trình này chiếc chuông được tân trang lại. Năm 1996, một số bản sao của chuông Thánh Urbanô lắp đặt trong hành lang, do các nhân viên của VSŽ Košice chế tạo.
Sáu năm sau khi tái xây dựng, từ năm 1977 đến năm 1995, Bảo tàng Đông Slovakia tổ chức buổi triển lãm đồ đúc. Trong khoảng năm 2000 đến năm 2010, các cuộc triển lãm bảo tàng tượng sáp độc đáo diễn ra ở đây, khắc họa các nhân vật lịch sử gắn liền với Košice. Sau đó, bảo tàng đóng cửa.

## Bộ sưu tập

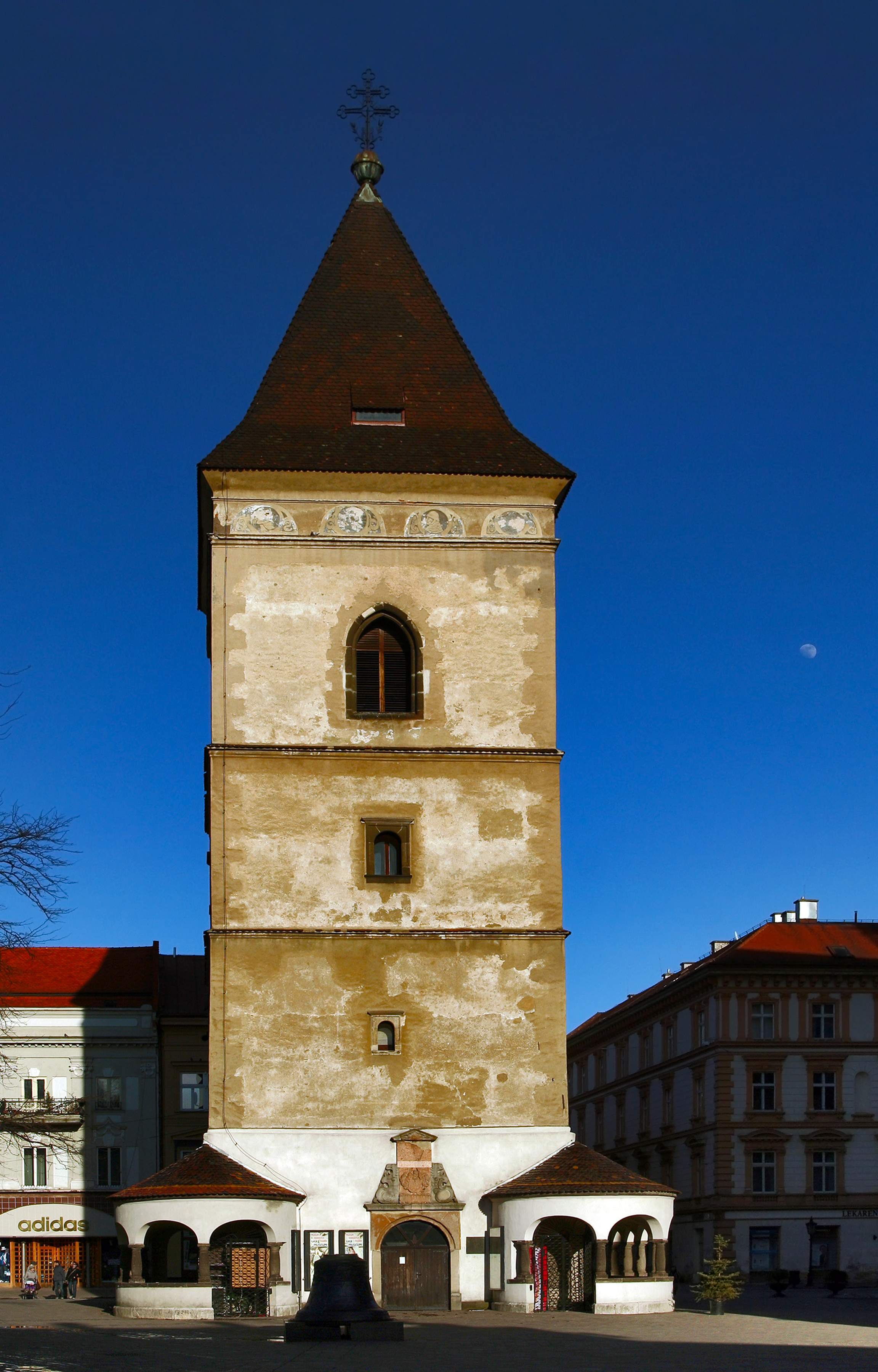
Các bia mộ được gạch vào các bức tường bên ngoài của Tòa tháp Thánh Urbanô.
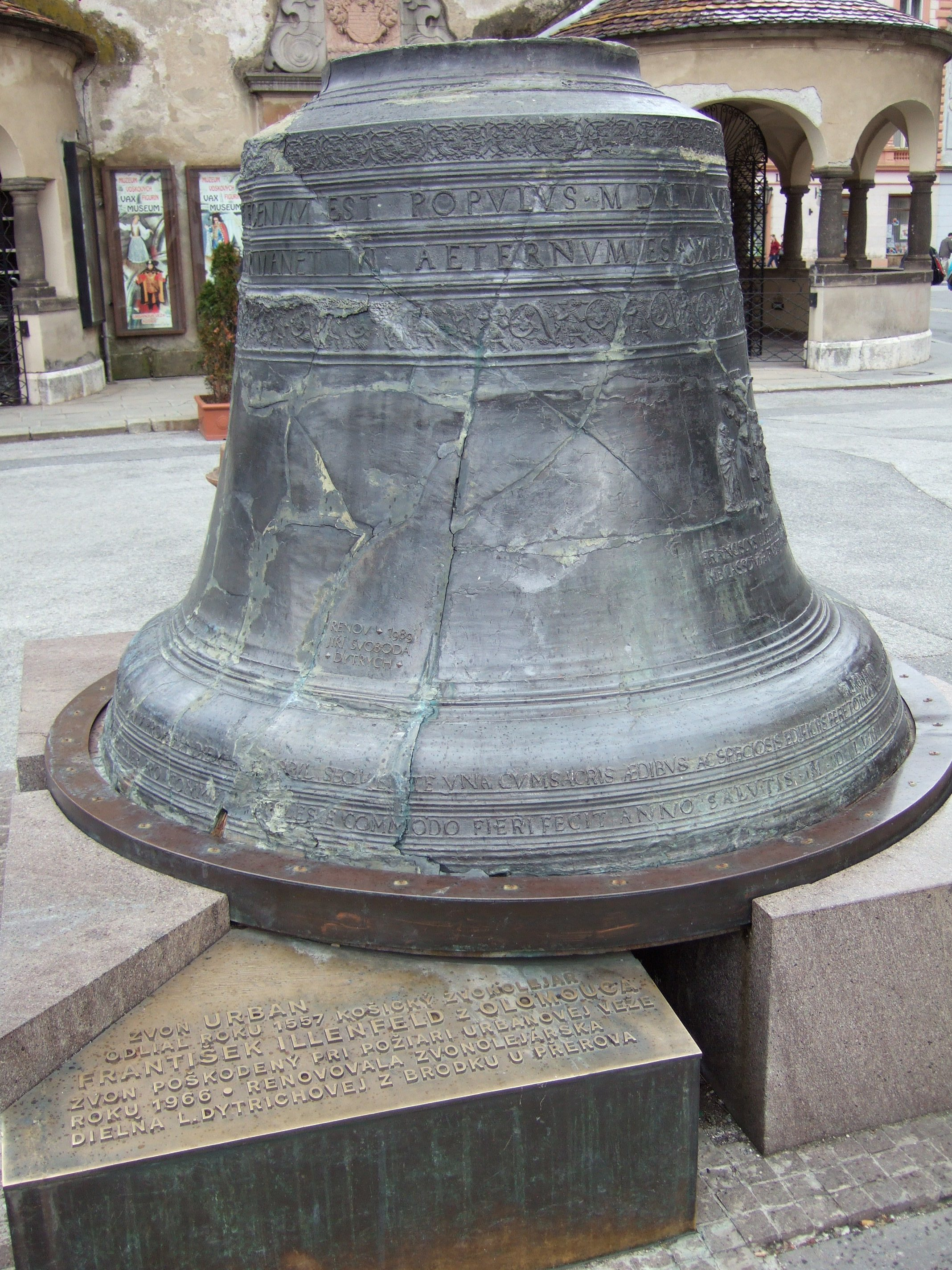
Chuông Thánh Urbanô - năm 1557